# Alberto Loddo
Alberto Loddo (Cagliari, 5 januari 1979) is een Italiaans voormalig wielrenner.
Loddo's specialiteit was sprinten. De in Cagliari geboren renner begon in 2002 als prof bij Lampre-Daikin. Hij won al snel een rit in de Ronde van Qatar en behaalde nog enkele ereplaatsen. Ook het jaar daarop reed hij weer goed in Qatar, dit keer won hij zelfs het eindklassement. Na het seizoen 2003 vertrok Loddo naar Saunier Duval-Prodir, maar daar won hij niets.
Hij vond voor het daaropvolgende seizoen geen nieuwe ploeg meer, maar kon in 2006 weer aan de slag bij Selle Italia. Hij vulde zijn palmares weer aan met zeges op zowel Europese als Zuid-Amerikaanse bodem en reed het seizoen daarop nog beter. In 2007 won hij vijf ritten in de Ronde van Langkawi en was hij ook succesvol in de Ronde van Rioja, de Ronde van Tachira en de Ronde van Asturië.
In 2008 kwam Loddo uit voor de Italiaans-Russische pro-continentale ploeg Tinkoff Credit Systems. Hij beëindigde zijn carrière als professioneel wielrenner nadat hij voor het seizoen 2011 geen nieuwe ploeg kon vinden. 

## Belangrijkste overwinningen
2001
- Gran Premio della Liberazione
- GP Citta di Napoli
- Wegwedstrijd op de Middellandse Zeespelen

2002
- 4e etappe Ronde van Qatar

2003
- 1e etappe Ronde van Qatar
- Eindklassement Ronde van Qatar
- 2e etappe Ronde van de Algarve

2006
- 4e etappe Ronde van Tachira
- 3e etappe Omloop van de Sarthe

2007
- 1e etappe Ronde van Tachira
- 1e etappe Ronde van Langkawi
- 4e etappe Ronde van Langkawi
- 5e etappe Ronde van Langkawi
- 6e etappe Ronde van Langkawi
- 10e etappe Ronde van Langkawi
- 1e etappe Ronde van La Rioja
- 2e etappe Ronde van Asturië

2008
- 3e etappe Ronde van Qatar
- 5e etappe Ronde van Langkawi

2009
- 1e etappe Ronde van Venezuela
- 2e etappe Ronde van Venezuela

2010
- 3e etappe Ronde van San Luis
- 5e etappe Ronde van Sardinië

## Resultaten in voornaamste wedstrijden
| Jaar | Ronde van Italië | Ronde van Frankrijk | Ronde van Spanje |
| ---- | ---------------- | ------------------- | ---------------- |
| 2004 | opgave           |                     |                  |
| 2006 | opgave           |                     |                  |
| 2008 | opgave           |                     |                  |
| 2010 | opgave           |                     |                  |

| Jaar | Parijs-Brussel |
| ---- | -------------- |
| 2004 |                |
| 2006 |                |
| 2008 |                |
| 2010 | 169e           |

Barbero · 
Belohvoščiks · 
Bertogliati · 
Bertoletti ·   
Codol · 
Cortinovis · 
Dierckxsens · 
Frutti · 
Gárate · 
Kadlec · 
Loddo ·
Missaglia · 
Pagliarini · 
Piccoli · 
Pinotti · 
Quinziato ·
Rumšas (tot 28/07) ·
Sciandri ·
Serpellini · 
Spruch · 
Svorada · 
Tonkov ·
Verstrepen
Barbero · 
Belli · 
Bertogliati · 
Bertoletti ·   
Casagrande · 
Cortinovis · 
Gárate · 
Kadlec · 
Loddo ·
Missaglia · 
Pagliarini · 
Piccoli · 
Pinotti · 
Quinziato ·
Ratti ·
Righi ·
Rumšas ·
Sciandri ·
Serpellini · 
Spruch · 
Svorada · 
Vila
Beloki ·
Bertogliati · 
Cañada ·
Casero · 
Cobo ·
de la Fuente ·
Domínguez ·
Gómez Marchante ·  
Gomis · 
González · 
Horner ·
Jeker · 
Johnson ·
Lobato ·
Loddo ·  
Martín ·
Mori ·  
Piepoli · 
J. Rodríguez ·
Strazzer ·
Ventoso ·
Zaballa ·
Zaugg ·
Benítez (stagiair) · 
A. Rodríguez (stagiair) 
Broett · 
Chatoentsev ·
Contrini ·
Gottfried · 
Ignatjev ·
Jeskov ·
Kiryjenka · 
Klimov · 
Loddo ·  
Mazzanti · 
Pedraza ·  
Petrov ·  
Riccio ·
Rovny · 
Serov · 
Serrano ·  
Sobal ·
Troesov · 
Tsjernetski ·
Contoli (stagiair) ·
Graziato (stagiair) ·
Marycz (stagiair)   